# Chaetomitrium weberi
Chaetomitrium weberi är en bladmossart som beskrevs av Brotherus 1913. Chaetomitrium weberi ingår i släktet Chaetomitrium och familjen Hookeriaceae. Inga underarter finns listade i Catalogue of Life.